# Яблонов (Ивано-Франковский район)
Я́блонов (укр. Яблунів) — село в Большовцевской поселковой общине Ивано-Франковского района Ивано-Франковской области Украины.
Население по переписи 2001 года составляло 546 человек. Занимает площадь 1,06 км². Почтовый индекс — 77144. Телефонный код — 0342.